# سنگ سفیدننج
سنگ سفیدننج، روستایی از توابع بخش جوکار شهرستان ملایر در استان همدان ایران است.

## جمعیت
این روستا در دهستان جوکار قرار دارد و براساس سرشماری مرکز آمار ایران در سال ۱۳۹۵، جمعیت آن ۱۵۲ نفر (۴۹خانوار) بوده‌است.مردم روستای سنگ سفید شامل طوایف پیریایی که اصالتا به قشلاق پیرحیاتی بر می گردد.زهره وند و محمدی طوایف دیگر می باشند و بزرگترین طایفه یوسفی هستند که قدیمی‌ترین ساکنان روستا می باشند